# Anopheles nataliae
Anopheles nataliae is een muggensoort uit de familie van de steekmuggen (Culicidae). De wetenschappelijke naam van de soort werd voor het eerst geldig gepubliceerd in 1945 door John Nicholas Belkin.